# Медрі-Бахр
Медрі-Бахр (тигр. ምድሪ ባሕሪ) — середньовічна держава на сході Африки, так званому Африканському розі, на території сучасної Еритреї. Правителем країни був Бахрі-негус (або Бахрі-негаш, «правитель моря»). Столиця — місто Дебарва. Основними провінціями Медрі Бахру були Хамасіен, Серайє та Акеле Гузай, населені зараз в основному народом тиграї.